# Everybody Hurts
| Оценки критиков | Оценки критиков |
| Источник        | Оценка          |
| --------------- | --------------- |
| AllMusic        | Без оценки      |

«Everybody Hurts» (с англ. — «Всем бывает больно») — песня американской рок-группы R.E.M. из альбома 1992 года Automatic for the People. В 1993 году песня была издана отдельным синглом, став четвёртым синглом из вышеназванного альбома.

## Восприятие
В США песня достигла 29 места в чарте Billboard Hot 100.
В своей рецензии на сайте AllMusic Томас Уорд называет песню «возможно, самой популярной и успешной песней» группы R.E.M., песней, которая «стала классикой современного рока».
Критик особо отметил вокал и стихи Майкла Стайпа. По мнению Уорда, слова песни, «возможно, лучшие в карьере Стайпа и определённо очень красивые» и, «что необычно для Стайпа, смысл песни не спрятан за псевдопоэтическим бредом». По данным же сайта Songfacts, большая часть песни была написана барабанщиком группы Биллом Берри.
В 2014 году британский музыкальный журнал New Musical Express поместил песню «Everybody Hurts» в исполнении группы R.E.M. на 494 место своего списка «500 величайших песен всех времён».
По опросу, проведённому британским театральным продюсером Дэвидом Кингом в 2012 году, «Everybody Hurts» была признана самой грустной песней всех времен.

## Музыкальное видео

### Съёмки
Режиссёром видеоклипа «Everybody Hurts» стал Джейк Скотт. Съемки клипа проходили в феврале 1993 года в деловом центре Сан-Антонио (Техас). Локацией было выбрано место пересечения трассы I-35 с двухуровневой развязкой I-10.

### Сюжет
По сюжету участники группы застряли в автомобильной пробке. Зритель видит сцены из жизни людей из соседних автомобилей. Их переживания сопровождаются субтитрами. В клипе также показан мужчина, стоящий на эстакаде. Он бросает вниз страницы из книги, в то время как на субтитрах появляются стихи «Lead me to the rock that is higher than I» («Возведи меня на скалу, для меня недосягаемую») и «They that sow in tears shall reap in joy» («Сеявшие со слезами будут пожинать с радостью») из Псалтиря (псалмы 60 и 126 соответственно). В конце ролика люди покидают автомобили и идут пешком; затем они исчезают. Сцену завершает новостной репортаж из вертолёта о необычном явлении. Несмотря на то, что Майкл Стайп исполняет центральную роль в видеоклипе, его герой сохраняет молчание до финального припева «Hold On, Hold On». Клип имеет отсылку к начальной сцене из фильма «Восемь с половиной» Федерико Феллини.

## Кавер-версии
В 2004 году свою версию песни записал британский певец Джо Кокер для альбома Heart & Soul.

## В медиа
15 февраля 2019 года президент США Дональд Трамп опубликовал в Twitter ролик с реакцией демократов на своё послание Конгрессу «О положении дел в стране». В видео под «Everybody Hurts» демонстрировалась реакция демократов на обращение президента. 16 февраля Twitter удалил этот ролик из-за жалобы компании Concord Music, которая владеет правами на музыку R.E.M.